# Aytl Jensen
 (décembre 2022).
Si vous disposez d'ouvrages ou d'articles de référence ou si vous connaissez des sites web de qualité traitant du thème abordé ici, merci de compléter l'article en donnant les références utiles à sa vérifiabilité et en les liant à la section « Notes et références ».
Aytl Jensen (en arabe أيتل جنسن) est un acteur, réalisateur et scénariste franco-égyptien né le 10 août 1981 au Caire.

## Biographie
Aytl Jensen est un acteur qui vient d’une famille connue. Sa grand-mère, Zouzou Hamdi El Hakim, était une actrice connue de l’âge d’or du cinéma égyptien, ainsi que son oncle Saïd Tarabik, acteur populaire dans les années 1990 et 2000 en Égypte.
Aytl rejoint les plateaux de tournages de plusieurs films et séries, quand ils avaient besoin d’un nouveau-né. À l’âge de 3 ans, il obtient un rôle important dans un long métrage dramatique (écrit sur le générique en tant qu'enfant prodige), ce rôle lui donne un grand succès et ça lui a permis de jouer ensuite dans plusieurs séries et films. Les années suivantes, il enchaine les tournages...
Dans les années 90, Aytl quitte l’Égypte pour aller s’installer chez sa famille à Los Angeles, il joue également dans plusieurs séries américaines et dans quelques clips de Michael Jackson. Quelques années après, il revient en France pour être auprès de sa maman, il joue également dans plusieurs projets français.
Il devient scénariste et réalisateur à partir de 2004, Il réalise plusieurs projets dont un Le jeu de cette famille, court-métrage comique présenté au Festival Short Corner de Cannes 2014.
En 2015, Aytl Jensen a été invité au Festival du cinéma d’Alexandrie en Égypte. En 2017, il réalise et joue dans un téléfilm dramatique Si loin, si proche ! avec au générique Geneviève Casile, Andrée Damant, Caroline Clerc et Gisèle Casadesus (103 ans à cette période). En 2020 il tourne le long métrage Si loin, si proche 2.
Le 22 octobre 2020, un hommage spécial lui est rendu au Caire pour la Légion d’honneur.
À partir de 2021, il réalise plusieurs saisons de son nouveau sitcom Les Aventures d'Aytl Jensen, où on retrouve l'actrice Andrée Damant dans le rôle de mamie Berthe.

## Filmographie

### Acteur

#### Cinéma
- 1982 : Les Amis de Galal El-Sharkawy : l'enfant
- 1983 : Al Modmen : le fils
- 1984 : Le Déni : Rochdi
- 1984 : Vieux Sentiments
- 1985 : Adieu Bonaparte
- 1985 : El Hokme Akher El Galssa : Rafi
- 1985 : Des pères et des fils
- 1986 : Adieu mon fils
- 1987 : La Confrontation
- 1987 : Le Témoin : le fils de Farid
- 1987 : Le Géant
- 1988 : Monsieur le concierge
- 1988 : Monsieur le directeur
- 1989 : Haute Sécurité (Lock Up) de John Flynn : un enfant (non crédité)
- 1993 : Les Princes de la ville (Blood in, Blood out) de Taylor Hackford : enfant (non crédité)
- 1993 : Dangerous: The Short Films : enfant
- 1999 : Une nuit en enfer 3 : La Fille du bourreau (From Dusk Till Dawn 3: The Hangman's Daughter) de P.J. Pesce : vampire (non crédité)
- 2003 : Chouchou de Merzak Allouache : invité de la boite de nuit (non crédité)
- 2004 : Les Rivières pourpres 2 : Les Anges de l'apocalypse d’Olivier Dahan : prêtre tueur 2 (non crédité)
- 2004 : Bab el web de Merzak Allouache : le jeune internant (non crédité)
- 2006 : Beur blanc rouge de Mahmoud Zemmouri (non crédité)
- 2007 : Scorpion de Julien Seri : (non crédité)
- 2007 : Souffrance : Tony Verona
- 2007 : La Moraliste : Miguel Santoro
- 2008 : Une amitié dangereuse : Eric Lorane
- 2010 : L'amour et la haine : Thomas
- 2011 : Fin d'une histoire : Ryan Hendericks
- 2013 : Matrix Zone : Finch Tyron
- 2013 : Reviera : Chris
- 2014 : Mon frère m'a trahi : Alexandre Chenebier
- 2015 : Much Loved
- 2016 : El Andalib El Assmar : Abdel Halim Hafez
- 2017 : Si loin, si proche : Stéphane O'Driscoll
- 2018 : The Note : Mathieu
- 2019 : L'Histoire d'amour : Ahmad Ezzat
- 2019 : Toute ressemblance... de Michel Denisot : la blonde de la soirée (non crédité)
- 2020 : Miss de Ruben Alves (non crédité)
- 2020 : Corona Sex : Santos
- 2020 : La jalousie tue ! : inspecteur Sam Kincaid
- 2021 : Un amour sans commune mesure (Amor sem medida) : Travesti blonde invité au mariage
- 2022 : Si loin, si proche 2 : Stéphane O'Driscoll
- 2024 : Dora du Gaza : Le général Benyamin Hanna
- 2025 : Forever : Warren Wilcox

#### Courts métrages
- 2004 : Le Petit Montana : Miguel Montana
- 2006 : Métro Boulot Tango : Éric
- 2009 : Ma meilleure amie, mon mari et moi : Mikael
- 2010 : Silence, je tue ! : Sam Peterson
- 2012 : Le Jeu de cette famille : Jonathan
- 2013 : Recalé : Philippe
- 2013 : L'Heure de la sieste
- 2013 : Je suis une flamme
- 2014 : Tournage raté... Merci Woody : lui-même
- 2015 : Mobile Connexion : Max
- 2016 : La Cleptomane : Timoléon Le Bihan
- 2018 : Kemo : Nyykleu
- 2019 : Fool for you : lui-même
- 2019 : Qu'ils reposent tous en paix : lui-même
- 2021 : Lettres assassines : docteur Moreau
- 2021 : C'est toi mon amour : Maxime
- 2024 : Les aventures d'Aytl Jensen : La blonde et moi : Aytl Jensen

#### Télévision
- 1982 : Le Piège : l'enfant
- 1983 : Entre les châteaux : l'enfant
- 1984 : Le Rêve et la Pluie
- 1985 : Abou Zeid et Naassa
- 1985 : Howa wa Heya : Hamada
- 1986 : Ancêtre et Religion : Ossama
- 1986 : Les Éléphants
- 1987 : Un visiteur de l'espace
- 1987 : Le Club des immortels
- 1988 : L'Histoire de Maman Zouzou : Hamada
- 1989 : Une femme dans un tourbillon
- 1989 : Les Nuits de Elhelmeya
- 1990 : La Famille Chalache
- 1990 : Amour impossible : Samir
- 1992 : Maman Nour
- 1992 : Aya et l'Anecdote : Samir
- 1992 : Les Contes de la crypte (série HBO) : Felicity
- 1999 : Mortal Kombat: Conquest : Chaka
- 1999 : New York - Police judiciaire : le jeune Mexicain
- 1999 : La Famille Green : un étudiant
- 2000 : Will et Grace : Alex
- 2001 : Charmed : démon (non crédité)
- 2002 : Titi et Sam : Titi Darling
- 2004 : Buffy contre les vampires : Coroziff Turlock (non crédité)
- 2004 : Angel : démon (non crédité)
- 2005 : Madame Assila
- 2006 : Mille et Une danse : cousin Timothy
- 2006 : Khaliha Aala Allah : invité d'honneur
- 2006 : N'oublie pas que c'est une femme : invité d'honneur
- 2006 : 30 rue Mostapha Hussein : l'inspecteur, invité d'honneur
- 2006 : Le Chemin de El Helally : le greffier, invité d'honneur
- 2006 : Ghost Whisperer : Démon
- 2008 : Les Feux de l'amour de William Joseph Bell : Sam
- 2011 : La Vallée des rois : le roi D'Angmar, invité d'honneur
- 2011 : Hôtel sept étoiles : invité d'honneur
- 2013 : Les Mineurs : invité d'honneur
- 2014 : Brozeur Woude
- 2017 : Mais qui a tué avec du laurier rose : Pablo Boila
- 2019 : Oups, j'ai pas fait exprès ! : Axel Mallet
- 2020 : Allez ! Fais pas ta pub : lui-même
- 2021 : La tribu s'emmêle ! : Samy
- 2021-2025 : Les Aventures d'Aytl Jensen : Lui-même
- 2024 : Ma vie : Aytl Jensen (téléfilm)
- 2026 : Aytl Jensen fait son show ! (sitcom) : Lui-même

#### Clips
- 1992 : Remember the Time : enfant
- 1992 : Heal the World : enfant
- 2005 : Je suis Staïfi
- 2006 : Nouar
- 2007 : Je suis allé chez elle en marchant
- 2011 : Elle
- 2012 : Répondeur
- 2018 : Le Gars d'à côté : le voisin
- 2020 : Jater Lorai
- 2020 : I Can't Give Away : Stéphane O'Driscoll

### Réalisateur
- 2004 : Le Petit Montana (court-métrage)
- 2005 : Je suis Staïfi (vidéo clip)
- 2006 : Nouar (vidéo clip)
- 2007 : Je suis allé chez elle en marchant (vidéo clip)
- 2007 : Souffrance
- 2007 : La Moraliste
- 2008 : Une amitié dangereuse
- 2010 : L'Amour et la Haine
- 2011 : Fin d'une histoire
- 2011 : Elle (Vidéo clip)
- 2012 : Storsky et Futch (sitcom) 4 épisodes
- 2012 : Le Jeu de cette famille (court-métrage)
- 2014 : Plus jamais ça (téléfilm)
- 2014 : Mes enfants (vidéo clip)
- 2014 : Mon frère m'a trahi (téléfilm)
- 2017 : Si loin, si proche (téléfilm)
- 2019 : Oups, j'ai pas fait exprès ! (sitcom) 7 épisodes
- 2019 : Qu'ils reposent tous en paix (court-métrage)
- 2020 : La jalousie tue !
- 2021-2025 : Les Aventures d'Aytl Jensen (sitcom)
- 2026 : Aytl Jensen fait son show ! (sitcom)

### Scénariste
- 2007 : Souffrance
- 2008 : Une amitié dangereuse
- 2010 : L'Amour et la Haine
- 2011 : Fin d'une histoire
- 2012 : Storsky et Futch (sitcom) 4 épisodes
- 2012 : Le Jeu de cette famille (court-métrage)
- 2014 : Plus jamais ça (téléfilm)
- 2014 : Mes enfants (vidéo clip)
- 2014 : Mon frère m'a trahi (téléfilm)
- 2017 : Si loin, si proche (téléfilm)
- 2019 : Oups, j'ai pas fait exprès ! (sitcom) 7 épisodes
- 2019 : Qu'ils reposent tous en paix (court-métrage)
- 2020 : La jalousie tue !
- 2026 : Aytl Jensen fait son show ! (sitcom)

## Théâtre
- 2017 : Lapin rose : Marc
- 2017 : Éternels a'amours : Steve